# Toronto Indoor
Il Toronto Indoor (conosciuto anche come Skydome World Tennis nel 1990) è stato un torneo professionistico di tennis giocato sul sintetico indoor. Era parte nel Grand Prix e successivamente dell'ATP Championship Series nell'ambito dell'ATP Tour. Il torneo è nato nel 1985, diventando il secondo torneo del Canada dopo il Canada Open. Si è giocato nel 1985, nel 1986 e nel 1990.
Kevin Curren ha vinto la prima edizione battendo Anders Järryd,che con Peter Fleming ha vinto il titolo del doppio.

## Albo d'oro

### Singolare
| Anno       | Vincitore      | Finalista        | Punteggio     |
| ---------- | -------------- | ---------------- | ------------- |
| 1990       | Ivan Lendl     | Tim Mayotte      | 6–3, 6–0      |
| 1987- 1989 | Non disputato  |                  |               |
| 1986       | Joakim Nyström | Milan Šrejber    | 6–1, 6–4      |
| 1985       | Kevin Curren   | Anders Järryd    | 7–6, 6–3      |
| 1978- 1984 | Non disputato  |                  |               |
| 1977       | Dick Stockton  | Jimmy Connors    | 5–6 ritiro    |
| 1976       | Björn Borg     | Vitas Gerulaitis | 2–6, 6–3, 6–1 |
| 1975       | Harold Solomon | Stan Smith       | 6–4, 6–1      |
| 1974       | Tom Okker      | Ilie Năstase     | 6–3, 6–4      |
| 1973       | Rod Laver (2)  | Roy Emerson      | 6–3, 6–4      |
| 1972       | Rod Laver (1)  | Ken Rosewall     | 6–1, 6–4      |

### Doppio
| Anno       | Vincitore                          | Finalista                          | Punteggio          |
| ---------- | ---------------------------------- | ---------------------------------- | ------------------ |
| 1990       | Patrick Galbraith David Macpherson | Neil Broad Kevin Curren            | 2–6, 6–4, 6–3      |
| 1987- 1989 | Non disputato                      |                                    |                    |
| 1986       | Wojciech Fibak (2) Joakim Nyström  | Christo Steyn Danie Visser         | 6–3, 7–6           |
| 1985       | Peter Fleming Anders Järryd        | Glenn Layendecker Glenn Michibata  | 7–6, 6–2           |
| 1978- 1984 | Non disputato                      |                                    |                    |
| 1977       | Wojciech Fibak (1) Tom Okker       | Ross Case Tony Roche               | 6–4, 6–1           |
| 1976       | Jaime Fillol Frew Donald McMillan  | Aleksandre Met'reveli Ilie Năstase | 6(3)–7, 6–2, 6–3   |
| 1975       | Dick Stockton Erik Van Dillen      | Anand Amritraj Vijay Amritraj      | 6–4, 7–5, 6–1      |
| 1974       | Raúl Ramírez Tony Roche            | Tom Okker Marty Riessen            | 6–3, 2–6, 6–4      |
| 1973       | John Alexander Phil Dent           | Roy Emerson Rod Laver              | 3–6, 6–4, 6–4, 6–2 |
| 1972       | Bob Carmichael Ray Ruffels         | Roy Emerson Rod Laver              | 6–4, 4–6, 6–4      |